# Beuernfeld
Beuernfeld is een plaats in de Duitse gemeente Hörselberg-Hainich in  Thüringen. De gemeente maakt deel uit van het Wartburgkreis. Het wordt voor het eerst vermeld in 1265 en was bezit van het klooster Fulda. Het dorp werd in 1994 gevoegd bij Großenlupnitz en maakt sinds 2007 deel uit van Hörselberg-Hainich.